# Chris Paul
Christopher Emmanuel Paul, conegut com a Chris Paul (Lewisville, Carolina del Nord, 6 de maig de 1985) és un jugador de bàsquet estatunidenc que juga a la posició de base als Golden State Warriors de l'NBA.